# 托馬詹村
托馬詹村（波斯語：تماجان，罗马化：Tomājān），是伊朗吉兰省阿姆拉什县兰库区科吉德鄉的一个村。2006年人口普查顯示該村人口为71人，分佈在33个家庭中。